# Großer Valentin-Karlstadt-Preis

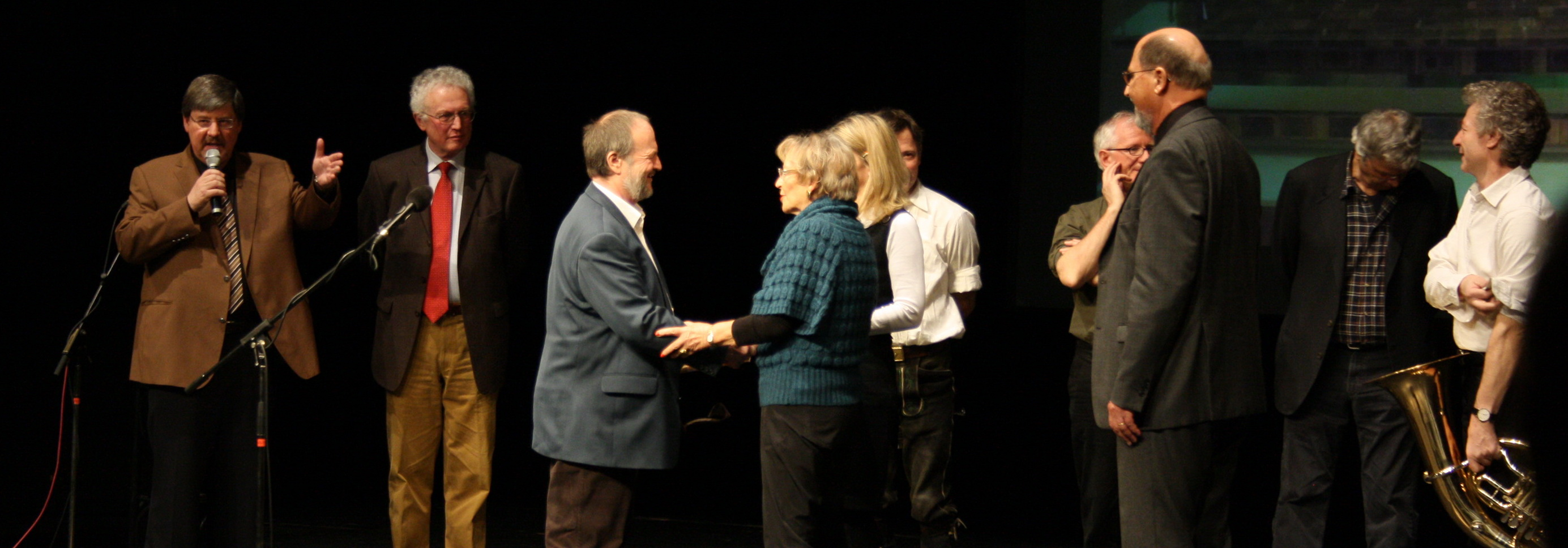
Verleihung des Großen Karl-Valentin-Preises 2010

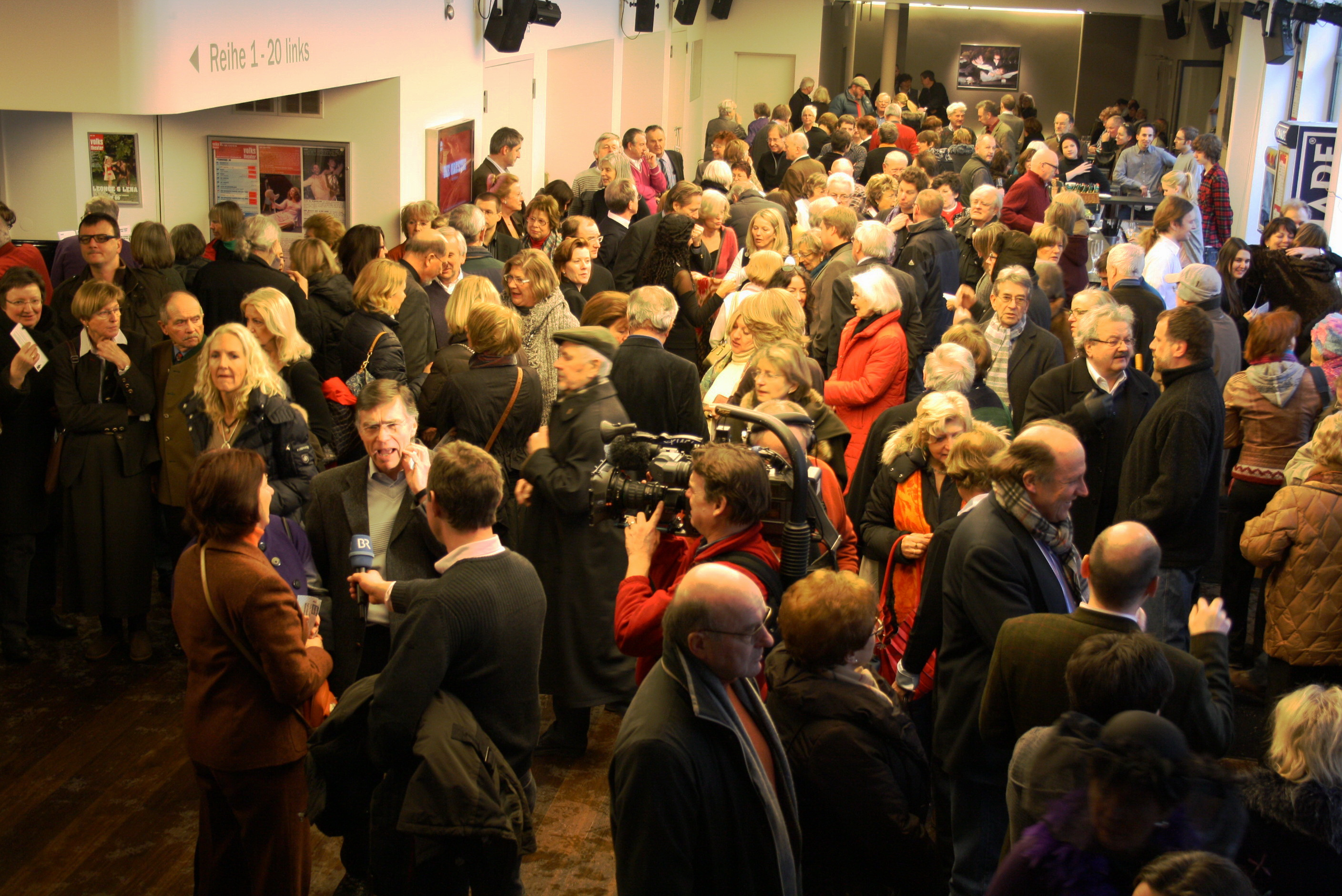
Foyer im Volkstheater München bei der Verleihung des Großen Karl-Valentin-Preises, 2010

Der Große Karl-Valentin-Preis ist ein undotierter Preis, der in unregelmäßigen Abständen vergeben wird. Die Preisträger sollen „in der Nachfolge Valentins herausragende künstlerische Leistungen vorweisen können oder […] sich um die geniale Persönlichkeit Valentins und dessen Werk besonders verdient gemacht haben“. Der Preis geht auf eine Initiative des Münchner Schriftstellers und Valentin-Biografen Alfons Schweiggert zurück, die dieser anlässlich des 125. Geburtstag des Komikers im Jahre 2007 gestartet hatte.
Die Auszeichnung lehnt sich an den Humor des Münchner Komikers an, denn sie besteht aus absolut nichts.
Erstmals wurde der Preis am 18. Februar 2007 im Volkstheater München an Gerhard Polt und die Biermösl Blosn verliehen. Als Laudator fungierte der Münchner Oberbürgermeister Christian Ude.
Am 14. Februar 2010 erhielt Fredl Fesl den Preis aus den Händen seiner Vorgänger. Damit er „nicht ganz mit leeren Händen nach Hause gehen muss“ überreichte ihm Gerhard Polt ein Drum, das sich nach dem Auspacken als altes verrostetes Türschloss herausstellte. Als Gratulanten waren die Enkelin und die Urenkelin von Karl Valentin anwesend. Die Verleihung fand erneut im Volkstheater München statt.
Der Gewinner des Preises 2012 ist Helge Schneider. Er wurde am 22. Januar 2012 in München, wieder im Volkstheater, verliehen.

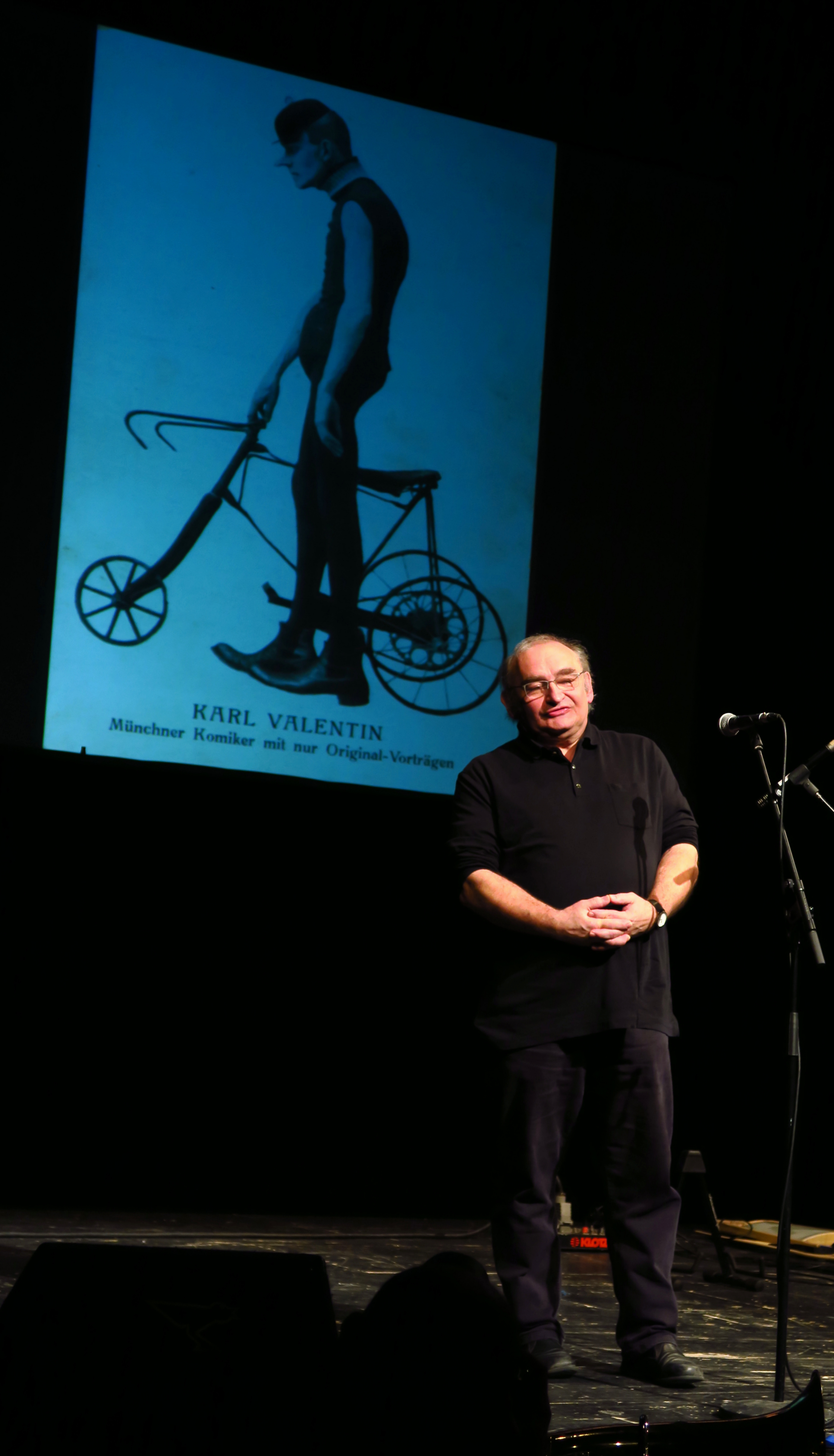
Preisträger 2017

Zum vierten Mal wurde der Preis am 19. März 2017 an Sigi Zimmerschied ebenfalls im Münchner Volkstheater vergeben. Die Laudatio hielt die Kabarettistin Luise Kinseher, die Auszüge aus ihrer Magisterarbeit von 1994 über den Kabarettisten einfließen ließ. Musikalisch umrahmt wurde die mehr als dreistündige Veranstaltung von dem fernöstlichen Duo Coconami mit japanisch-bayerischen Liedinterpretationen, der Oberammergauer Blasmusikgruppe Kofelgschroa und den oberpfälzischen Original Bauernsfünfer.
Am 4. Juli 2019 beschloss der Kulturausschuss des Münchner Stadtrats, dass der 2007 begründete Große Karl Valentin-Preis mit Zustimmung des Preisgründers Alfons Schweiggert, der Valentin-Karlstadt-Gesellschaft und des Valentin-Karlstadt-Fördervereins Saubande unter dem erweiterten Namen Großer Valentin-Karlstadt-Preis als städtischer Preis weitergeführt wird.
2022 wurde die Schweizer Schauspielerin, Autorin und vor allem Clownin Gardi Hutter mit dem Großen Valentin-Karlstadt-Preis der Stadt München ausgezeichnet.

## Preisträger
- 2007: Gerhard Polt und die Biermösl Blosn
- 2010: Fredl Fesl
- 2012: Helge Schneider
- 2017: Sigi Zimmerschied
- 2022: Gardi Hutter